# Vallan Symms
Vallan Symms (sinh ngày 20 tháng 3 năm 1980) là một hậu vệ bóng đá người Belize, hiện tại thi đấu cho Defence Force.

## Sự nghiệp quốc tế
Symms có màn ra mắt cho Belize vào tháng 3 năm 2000 trong trận đấu tại Vòng loại giải vô địch bóng đá thế giới trước Guatemala và đã ra sân 13 lần, ghi 3 bàn thắng.
Anh từng đại diện Belize trong 6 trận đấu tại Vòng loại giải vô địch bóng đá thế giới  and played at the 2001 and Cúp bóng đá UNCAF 2005.
Trận đấu quốc tế cuối cùng của anh là giải đấu năm 2005, trận thứ 3 trước Nicaragua. Tuy nhiên gần đầu anh lại tham dự Vòng loại giải vô địch bóng đá thế giới 2014 trước Montserrat.

### Bàn thắng quốc tế
Tỉ số và kết quả liệt kê bàn thắng của Belize trước.
| # | Ngày                | Địa điểm                         | Đối thủ   | Tỉ số | Kết quả | Giải đấu       |
| - | ------------------- | -------------------------------- | --------- | ----- | ------- | -------------- |
| 1 | 24 tháng 4 năm 2001 | MCC Grounds, Belize City, Belize | Nicaragua | 1-0   | 2-0     | Friendly match |
| 2 | 26 tháng 4 năm 2001 | MCC Grounds, Belize City, Belize | Nicaragua | 1-0   | 2-1     | Friendly match |
| 3 | 17 tháng 4 năm 2002 | MCC Grounds, Belize City, Belize | Nicaragua |       | 7-1     | Friendly match |